# Bertrana
Genre
Synonymes
- Diotherisoma Caporiacco, 1947

Bertrana est un genre d'araignées aranéomorphes de la famille des Araneidae.

## Distribution
Les espèces de ce genre se rencontrent en Amérique du Sud et en Amérique centrale.

## Liste des espèces
Selon World Spider Catalog (version 17.0, 01/03/2016) :
- Bertrana abbreviata (Keyserling, 1879)
- Bertrana arena Levi, 1989
- Bertrana benuta Levi, 1994
- Bertrana elinguis (Keyserling, 1883)
- Bertrana laselva Levi, 1989
- Bertrana nancho Levi, 1989
- Bertrana planada Levi, 1989
- Bertrana poa Levi, 1994
- Bertrana rufostriata Simon, 1893
- Bertrana striolata Keyserling, 1884
- Bertrana urahua Levi, 1994
- Bertrana vella Levi, 1989

## Publication originale
- Keyserling, 1884 : Neue Spinnen aus America. V. Verhandlungen der kaiserlich-königlichen zoologisch-botanischen Gesellschaft in Wien, vol. 33, p. 649-684 (texte intégral).